# Мино (одежда)
Мино (яп. 蓑, «дождевик») — традиционный японский соломенный плащ.
Главная функция плаща мино — защита от дождя. Он также использовался как защита от снега, холода или жаркого солнца. Этот плащ был постоянной одеждой японских перевозчиков до начала XX века.
В сельской местности на севере Японии крестьяне продолжали носить плащи мино даже в начале 1980х годов.
Мино изготавливали кустарным способом из подручных материалов: рисовой соломы, осоки, мискантуса, коры японской липы или бумажной шелковицы, а также листьев японской веерной пальмы.